# Saturnight
Saturnight ist das erste Livealbum des Sängers und Songwriters Cat Stevens. Es erschien im September 1974.

## Geschichte
Das neunte Album von Cat Stevens war sein erstes Livealbum. Die Aufnahmen wurden am 21. und 22. Juni 1974 (Sunplaza Halle, Tokio) während der Bamboozle Tour in Japan vorgenommen und auch dort ausschließlich veröffentlicht, was dazu führte, dass die Nachfrage in anderen Ländern durch Importe und später durch illegale Nachpressungen befriedigt wurde. Bis 1994 wurde die Langspielplatte nicht als CD veröffentlicht; eine nicht autorisierte CD-Version erschien dann unter dem Titel Tea for Buddha (limited edition picture cd). Teile der Erlöse der LP wurden für UNICEF gespendet.

## Titelliste
Alle Titel wurden von Cat Stevens geschrieben, soweit nicht anders vermerkt.
1. Wild World – 3:28
2. Oh Very Young – 2:27
3. Sitting – 3:14
4. Where Do the Children Play? – 3:38
5. Lady D’Arbanville – 4:01
6. Another Saturday Night (Sam Cooke) – 2:37
7. Hard Headed Woman – 3:42
8. Peace Train – 3:27
9. Father and Son – 3:37
10. King of Trees – 3:49
11. A Bad Penny – 3:43
12. Bitterblue – 3:18